# Force spatiale

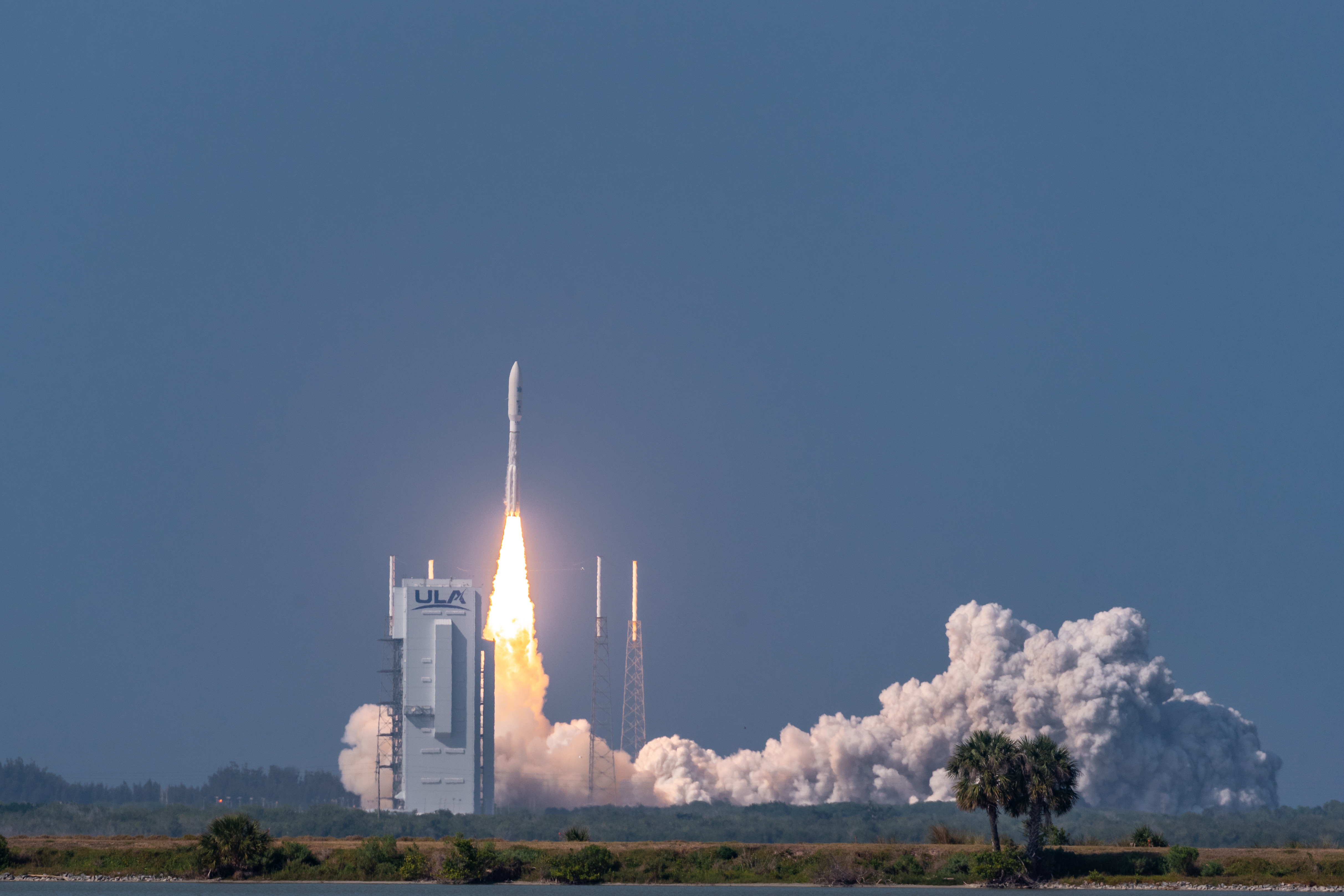
Lancement d'un satellite de l'US Space Force par une fusée américaine Atlas V en 2020

Une force spatiale est une composante des forces militaires d'un pays. Elle est généralement chargée des opérations militaires ayant lieu dans l'espace, ainsi que de la gestion des satellites militaires du pays.

## Historique
Les forces spatiales des différents pays ont généralement existé en tant que composante et extension de la branche aérienne de leurs forces armées, qui prend alors le nom d'Armée de l'air et de l'espace ou de Force(s) aérospatiale(s). En règle générale, ces forces aériennes et spatiales disposent d'un commandement dédié aux opérations spatiales. Depuis avril 2024, seuls deux pays possèdent une force spatiale réellement indépendante: 
- États-Unis: l'United States Space Force est la plus récente des branches de l'Armée américaine, crée le 20 décembre 2019 à partir de l'ancien Air Force Space Command. Elle est indépendante de l'Air Force et dirigée par le Chef des Opérations Spatiales.
- Chine : la Force aérospatiale de l'Armée populaire de libération (en) — à ne pas confondre avec la Force aérienne chinoise, qui est la branche aérienne de l'APL et dont elle est indépendante — a été crée le 19 avril 2024 à la suite du démantèlement de la Force de soutien stratégique de l'APL et reprend ses missions spatiales[1],[2],[3].

La Russie a possédé une branche indépendante dédiées aux opérations dans l'espace, les Forces spatiales de la fédération de Russie, qui furent une organisation indépendante ayant existé de 1992 à 1997 et de 2001 à 2011. Elles ont été rétablies en 2015, mais en tant en tant que sous-branche de la nouvelle Force Aérospatiale de la fédération de Russie et ne constituent donc plus une branche indépendante de l'armée russe.

## Forces spatiales actuelles
- Chine : Force aérospatiale de l'Armée populaire de libération (en)
- Espagne : Armée de l'air et de l'espace
- États-Unis United States Space Force
- France : Armée de l'air et de l'espace
- Iran : Force aérospatiale du Corps des Gardiens de la révolution islamique
- Russie : Forces aérospatiales russes
  -  Russie : Forces spatiales de la fédération de Russie

### Commandements spatiaux actuels
- États-Unis : United States Space Command
- France : Commandement de l'espace
- Inde : Defence Space Agency (en)
- Iran : Commandement spatial Shahroud (en)
- Royaume-Uni : United Kingdom Space Command (en)

#### Droit international
- Droit de l'espace (Traité de l'espace)